# Cărpiniș (Brașov)
 (mars 2023).
La mise en forme du texte ne suit pas les recommandations de Wikipédia : il faut le « wikifier ».
Les points d'amélioration suivants sont les cas les plus fréquents :
- Les titres sont pré-formatés par le logiciel. Ils ne sont ni en capitales, ni en gras.
- Le texte ne doit pas être écrit en capitales (les noms de famille non plus), ni en gras, ni en italique, ni en « petit »…
- Le gras n'est utilisé que pour surligner le titre de l'article dans l'introduction, une seule fois.
- L'italique est rarement utilisé : mots en langue étrangère, titres d'œuvres, noms de bateaux, etc.
- Les citations ne sont pas en italique mais en corps de texte normal. Elles sont entourées par des guillemets français : « et ».
- Les listes à puces sont à éviter, des paragraphes rédigés étant largement préférés. Les tableaux sont à réserver à la présentation de données structurées (résultats, etc.).
- Les appels de note de bas de page (petits chiffres en exposant, introduits par l'outil «  Source ») sont à placer entre la fin de phrase et le point final[comme ça].
- Les liens internes (vers d'autres articles de Wikipédia) sont à choisir avec parcimonie. Créez des liens vers des articles approfondissant le sujet. Les termes génériques sans rapport avec le sujet sont à éviter, ainsi que les répétitions de liens vers un même terme.
- Les liens externes sont à placer uniquement dans une section « Liens externes », à la fin de l'article. Ces liens sont à choisir avec parcimonie suivant les règles définies. Si un lien sert de source à l'article, son insertion dans le texte est à faire par les notes de bas de page.
- La présentation des références doit suivre les conventions bibliographiques. Il est recommandé d'utiliser les modèles {{Ouvrage}}, {{Chapitre}}, {{Article}}, {{Lien web}} et/ou {{Bibliographie}}. Le mode d'édition visuel peut mettre en forme automatiquement les références.
- Insérer une infobox (cadre d'informations à droite) n'est pas obligatoire pour parachever la mise en page.

Pour une aide détaillée, merci de consulter Aide:Wikification.
Si vous pensez que ces points ont été résolus, vous pouvez retirer ce bandeau et améliorer la mise en forme d'un autre article.
Cărpiniş est un village (sat), du judeţ de Braşov situé en Roumanie.

## Géographie

### Situation
Le village de Cărpiniş est localisé dans le sud-est de la Transylvanie. Il se situe dans les Carpates méridionales à 140 kilomètres au nord de Bucarest, la capitale roumaine. Il s’inscrit dans la dépression de la courbure des Carpates (Ţara Bârsei) ou dépression de Braşov. La rivière Tărlung, affluent de deuxième degré de la rivière Olt, et prenant sa source dans les monts Ciucaş, longe ce village situé à une dizaine de kilomètres de Braşov. Le village est situé à 589 mètres d'altitude.

### Statut administratif
Cărpiniş appartient à un groupement de quatre villages (Cărpiniş, Purcăreni, Tărlungeni et Zizin) administrés par la commune de Tărlungeni  (village démographiquement le plus important). L’ensemble forme une comunǎ. 

### Démographie
Cărpiniş compte quelques centaines d’habitants : 405 au recensement de 2002, 381 au recensement de 2011. Selon le site GeoNames la population s'élèvait à 383 habitants en 2013,.

### Toponymie
Cărpiniş viendrait du roumain carpen dérivé du celtique carpinus composé de karr (bois) et penn (tête) et qui signifie Charme. Cette origine est loin d'être fantaisiste puisqu'au moment de la construction des premières maisons, le territoire du village actuel était couvert de ligneux de ce type très présents en Europe centrale. Une toponymie en lien avec les Carpates, chaîne de montagnes à proximité immédiate du village qui doit son nom à la tribu dace des Carpes, est une autre piste possible.

## Organisation spatiale
Ce village se rapproche du type d'habitat rural qu'est le « village-rue ». L'organisation sociale du village a produit un paysage agraire où les parcelles agricoles sont découpées en lanières.

### Spécificités
Le village s'organise autour d'un axe principal, espace vert de quelques dizaines de mètres de large, appelé poiană par les habitants qu'on peut traduire littéralement par pré ou clairière.
Les deux rangs de maisonnées sont séparés par cet espace de pratiques collectives productives, ludiques et communautaires (pâtures, jeux, réunions festives, villageoises et familiales). Cette poiană associée à un ancien chemin vicinal devenue route départementale récemment bitumée structurent les pratiques socio-spatiales des habitants du village.

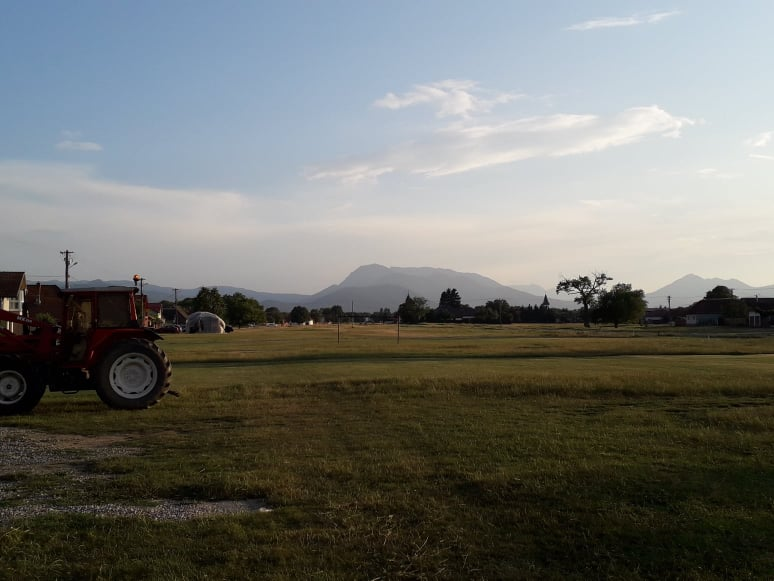
La poiana du village de Carpinis

### Évolutions
"La « poiană » espace du
« jeu » mais aussi du « je » public où chacun coexiste à côté de l’autre, voit sa
nature même s’effacer. 
Espace de la polyvalence, accessible à tous et à tous les « je » et les 
« jeux », espace égalitaire, il devient territoire monovalent, inégalitaire".
La construction depuis les années 2010 de maisons d'orgueil sur cette poiană remet en cause l'existence de cet espace produit par la solidarité des habitants du village mais qui produit aussi, en retour, des solidarités et des sociabilités toujours renouvelées.
"Ce qui ressort clairement du discours de certains
habitants, c’est l’idée que cette « urbanisation » du village et de la « poiana » est
pathogène. Le village semble progressivement absorbé dans une urbanisation
diffuse et continuelle".